# Longford, Tasmanien
Longford är en ort i Australien. Den ligger i kommunen Northern Midlands och delstaten Tasmanien, i den sydöstra delen av landet, omkring 140 kilometer norr om delstatshuvudstaden Hobart. Antalet invånare är 4 267.
Trakten runt Longford är nära nog obefolkad, med mindre än två invånare per kvadratkilometer.. Närmaste större samhälle är Launceston, omkring 18 kilometer norr om Longford. 
Trakten runt Longford består till största delen av jordbruksmark. Genomsnittlig årsnederbörd är 967 millimeter. Den regnigaste månaden är augusti, med i genomsnitt 119 mm nederbörd, och den torraste är februari, med 41 mm nederbörd.